# Cruzeiro de São Pedro de Arcos
O Cruzeiro de São Pedro de Arcos localiza-se na freguesia de São Pedro d'Arcos, no município de Ponte de Lima, distrito de Viana do Castelo, em Portugal.
De desenho barroco setecentista, construido em granito, o Cruzeiro de São Pedro de Arcos é um dos mais belos exemplares em Portugal, dada a sua riqueza e o requinte escultórico. O seu traço assemelha-se em muito ao dos cruzeiros de Santa Maria de Portuzelo (Viana do Castelo) e de Venade (Caminha), razão pela qual a sua autoria tem sido atribuída a Bento Lourenço da Costa, ou ao seu pai.

## História
Este antigo cruzeiro encontra-se no adro da igreja e remonta ao século XVIII.
Encontra-se classificado como Imóvel de Interesse Público desde 1936.

## Características
Apresenta um fuste salomónico, assente numa peanha ornamentada de meninos atlantes, lembrando as colunas dos retábulos de talha que ao tempo se multiplicavam nas igrejas da região.
A base quadrangular, assente num soco de cinco degraus também quadrangulares, apresenta quatro figuras de meninos atlantes, nos ângulos, sobre os quais se exibem cartelas. Apesar de muito gastas, numa delas é possível ver a data de 1740. A coluna, em espiral, é interromppida a meia altura pela imagem de Nossa Senhora da Conceição, incluindo a iconografia tradicional da lua e da serpente, rodeada por vários anjos. Sobre o capitel ergue-se a imagem de Cristo crucificado.